# Granica polsko-czechosłowacka
Po odzyskaniu w 1918 roku przez Polskę niepodległości oraz utworzeniu Czechosłowacji oba państwa połączyła granica, która istniała w latach 1918–1939 oraz 1945–1992.

## Granica polsko-czechosłowacka w latach 1918–1939

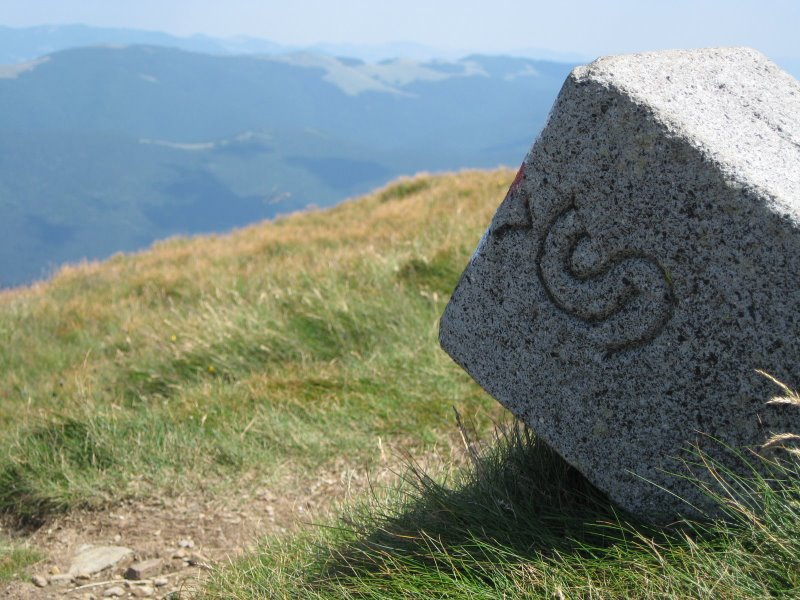
Stary znak graniczny z lat 1918–1945

Granice obu państw zostały ustalone traktatowo poprzez: traktat wersalski, traktat w Saint Germain, traktat w Trianon i rozstrzygnięcia międzysojuszniczej Rady Ambasadorów. Od początku istnienia między tymi państwami dochodziło jednak do konfliktów wokół kilku spornych terenów: Śląska Cieszyńskiego, Orawy i Spiszu.

### Polsko-czechosłowackie konflikty graniczne przed wojną
Pod koniec I wojny światowej, 5 listopada 1918, lokalna polska Rada Narodowa Księstwa Cieszyńskiego i Český Národní Výbor pro Slezsko podzieliły Śląsk Cieszyński według kryterium etnicznego (Polsce przypaść miały powiaty bielski, cieszyński i część powiatu frysztackiego); umowę tę powinny zaakceptować rządy centralne.
Jednak w styczniu 1919 r., wobec chaosu w Polsce wywołanego wojną polsko-ukraińską i powstaniem wielkopolskim, doszło do zerwania tych ustaleń i otwartego konfliktu zbrojnego, który zakończył się w lutym tego samego roku. Czechosłowacja, pod naciskiem Ententy, zgodziła się na przeprowadzenie na Śląsku Cieszyńskim plebiscytu. Do tego czasu obie strony wycofały się na linię demarkacyjną, nieco korzystniejszą dla Czechosłowacji niż przed styczniem.
Do plebiscytu jednak nie doszło z powodu trwającej w 1920 wojny polsko bolszewickiej; w tym czasie podczas konferencji w Spa władze Czechosłowacji uzyskały od mocarstw zachodnich zgodę na podział spornego rejonu bez przeprowadzania plebiscytu. Obecny przy tych ustaleniach polski premier Władysław Grabski zgodził się na to rozwiązanie licząc na wsparcie Polski podczas trwającego konfliktu z bolszewikami. W rezultacie dalszych nacisków czechosłowackich przebieg granicy ustalono w sposób korzystny dla tego kraju (po stronie czeskiej znalazło się m.in. tzw. Zaolzie, ważna dla tego kraju kolej Koszycko-Bogumińska i przemysł Śląska Cieszyńskiego – huta w Trzyńcu i złoża węgla kamiennego): Polsce przypadło 1002 km² (zamieszkane przez 139,6 tys. osób), a Czechosłowacji 1280 km² (zamieszkane przez 295,2 tys. osób, w tym ok. 139 tys. Polaków, 113 tys. Czechów i 34 tys. Niemców), w tym obszar sprzed konfliktu 1919 roku, zamieszkany przez 123 tys. Polaków, 32 tys. Czechów i 22 tys. Niemców.
Do sporu granicznego doszło też w rejonie Spiszu i Orawy. Planowany w Orawie plebiscyt nie doszedł jednak do skutku z tych samych względów, co na Śląsku Cieszyńskim. Tereny Spiszu i Orawy podzielone zostały arbitralnie przez Radę Ambasadorów, przy czym na Spiszu konflikt trwał jeszcze przez parę lat, aż do ustalenia ostatecznego przebiegu granicy w 1924 roku. W tym samym roku dokonano jeszcze drobnej korekty na Śląsku – Herczawę, stanowiącą do tej pory część Jaworzynki przyłączono do Czechosłowacji.
Niekorzystny dla Czechosłowacji układ sił w roku 1938 dał władzom polskim impuls do realizacji planowanego już od połowy lat 30. siłowego odzyskania Zaolzia. W czasie zwołanej we wrześniu 1938 konferencji w Monachium wystosowały one Czechosłowacji ultimatum żądające wycofania się z Zaolzia. W rezultacie tej groźby 2 października 1938 wojska polskie wkroczyły na Zaolzie, Orawę (do Suchej Góry i Głodówki) i Spisz (Jaworzyna Tatrzańska, Podspady, Leśnica).

### Przebieg granicy
W okresie międzywojennym (do października 1938 roku) granica z Czechosłowacją swój bieg rozpoczynała od ujścia rzeki Olzy do Odry, historyczną granicą ziemi wodzisławskiej i cieszyńskiej, następnie biegła wzdłuż doliny Olzy, przez Cieszyn i Przełęcz Jabłonkowską, dalej przez Zwardoń, Wielką Raczę, Pilsko, Babią Górę, Chyżne, przecinała dolinę Orawy i główny grzbiet Tatr. Dalej biegła doliną Białki wzdłuż doliny Dunajca, przez Pieniny, doliną Popradu, przez Muszynę, a następnie jeszcze około 300–350 km na południowy wschód grzbietem Karpat, kończąc swój bieg na szczycie Stoh w Karpatach Marmaroskich.

## Granica polsko-czechosłowacka w latach 1945–1992
Także po II wojnie światowej Polska graniczyła z Czechosłowacją, a wspólna granica wynosiła 1292 km.

### Polsko-czechosłowackie konflikty graniczne po wojnie

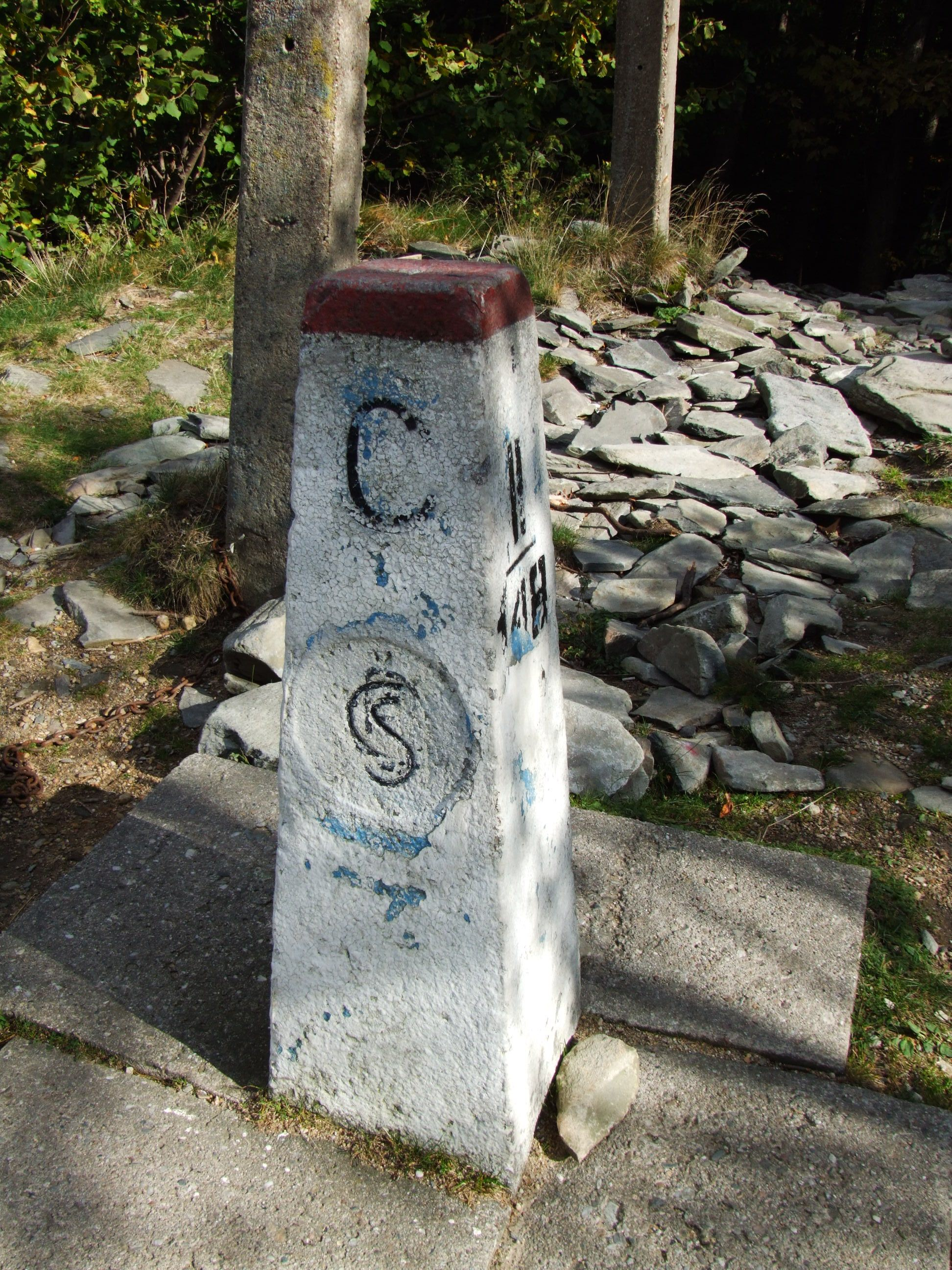
Słupek graniczny na granicy czesko-polskiej, na którym widać jeszcze oznaczenie ČS – Československo

Konflikty dotyczące przynależności terenów zamieszkanych przez Czechów miały miejsce także bezpośrednio po zakończeniu działań wojennych, kiedy to Czesi wysunęli roszczenia do ziemi kłodzkiej oraz powiatów prudnickiego, głubczyckiego, raciborskiego i kozielskiego.

#### Ziemia kłodzka i raciborska
Teren dawnego czeskiego hrabstwa kłodzkiego historycznie nie jest częścią Śląska. Po wojnach śląskich, ze względu na swe strategiczne znaczenie obronne, wraz z ogromną większością Śląska został na mocy pokoju wrocławskiego odebrany Habsburgom przez Prusy (od 1871 w granicach Niemiec).
Po zakończeniu II wojny światowej Czesi wysunęli roszczenia do ziemi kłodzkiej oraz powiatów prudnickiego, głubczyckiego, raciborskiego i kozielskiego, gdyż na tych terenach żyła wciąż niewielka liczba Czechów (okolice Lewina Kłodzkiego i Kudowy-Zdroju, tzw. czeski kątek) oraz Morawian (powiaty głubczycki i raciborski).
W czerwcu 1945 roku doszło do ruchów czeskich wojsk w kierunku Kłodzka (do Międzylesia wysłany został pociąg pancerny) oraz Raciborza, w okolicach którego mieszkała pewna liczba ludności morawskiej. Grupa Czechów przybyła do Prudnika i wywiesiła czechosłowacką flagę na ratuszu. Ogłosili przyłączenie Prudnika do Czechosłowacji. Zostali przegonieni przez polskich żołnierzy bez strzelaniny.
W ramach kontrposunięcia rząd polski koncentrował oddziały na linii Olzy, doszło do jednodniowego, wzajemnego ostrzeliwania pozycji. Spodziewano się bowiem uzyskać od Czechosłowacji koncesje terytorialne na Śląsku Cieszyńskim kosztem ziemi kłodzkiej (rokowania praskie 16–25 lutego 1946), jednak ostatecznie nie udało się uzgodnić żadnej wymiany. Wobec nacisków Moskwy doszło do wycofania się czeskich wojsk za linię rzeki Opawy. W maju strona czeska poszerzyła swoje żądania o port rzeczny w Koźlu, Głuchołazy oraz tereny wałbrzyskiego i jeleniogórskiego.

### Zaolzie
Na Zaolziu od opuszczenia tych terenów przez Niemców na początku 1945 roku do 9 maja tegoż roku działała polska administracja państwowa, która została zlikwidowana przez armię radziecką. Sowieci przekazali Zaolzie Czechosłowacji.
Po wojnie władze czechosłowackie stwierdziły jednostronnie, że zatwierdzona przez rząd czechosłowacki w 1938 roku zmiana graniczna, następnie utwierdzona nową polsko-czechosłowacką umową graniczną, jest nieważna. Sporne tereny zostały zgodnie z życzeniem Stalina przekazane Czechosłowacji.

#### Zakończenie konfliktów granicznych
10 marca 1947 pod naciskiem Moskwy doszło do podpisania układu o przyjaźni między Polską a CSRS, jednak kwestie graniczne (ziemia kłodzka i Zaolzie) pozostawiał on nieuregulowane.
Dopiero 13 czerwca 1958 rządy PRL i CSRS podpisały porozumienie zamykające spory graniczne i zatwierdzające:
- na Śląsku Cieszyńskim polsko-czeską granicę z roku 1920
- na Spiszu linię ustaloną w roku 1924
- w pozostałej części linię graniczną sprzed roku 1938 z ziemią kłodzką po jej północnej (wówczas już polskiej) stronie
- korektę graniczną z Czechosłowacją z 1958 roku[5].

Umowa o ostatecznym wytyczeniu granicy państwowej weszła w życie 14 lutego 1959 roku.
Morawianie żyjący na Śląsku w okolicy Raciborza i Opola oraz Czesi z Ziemi Kłodzkiej i okolic Strzelina, podczas akcji weryfikacyjnej zostali w większości zweryfikowani pozytywnie.

### Korekty granicy

#### Korekta w 1958 roku

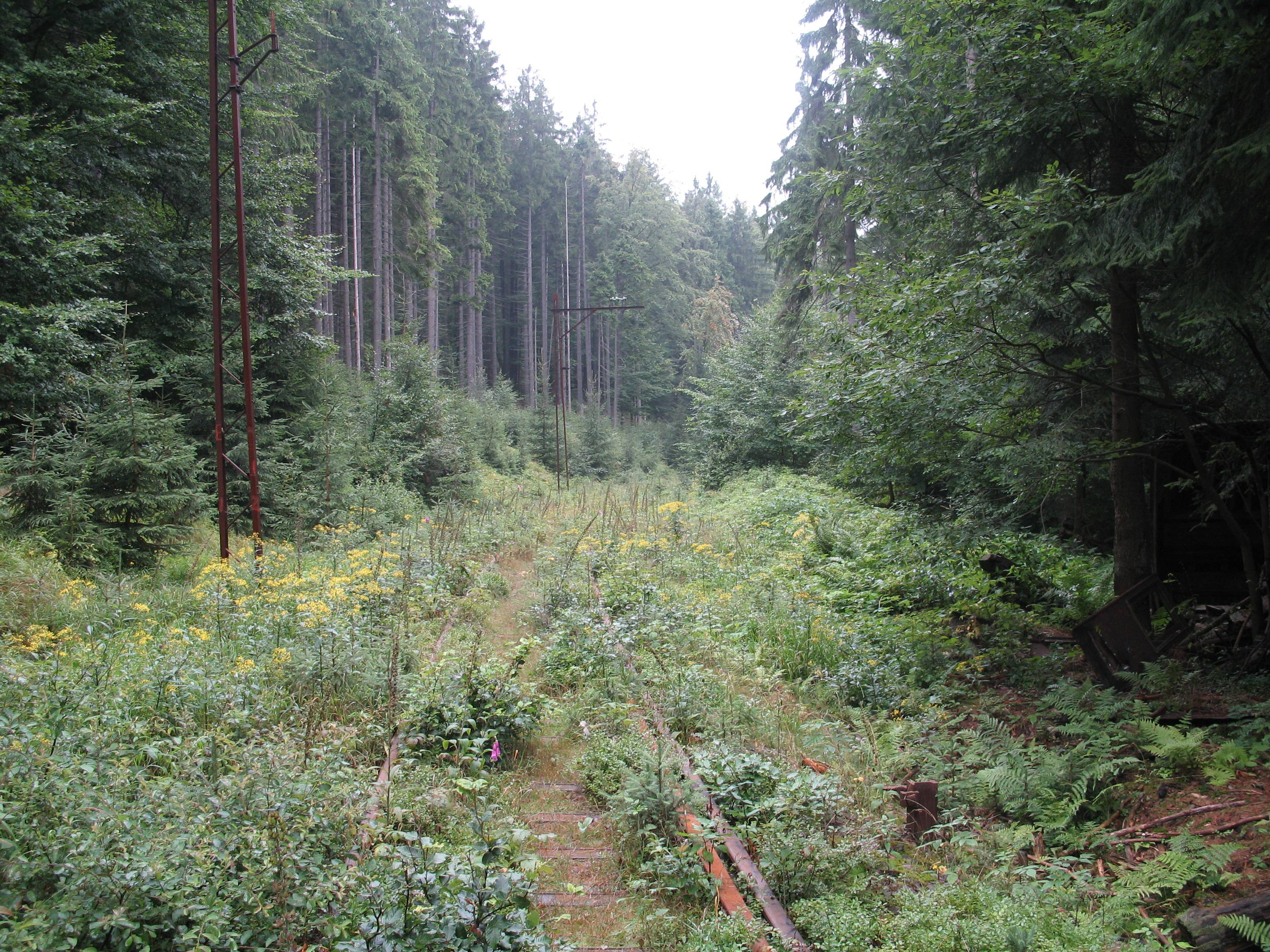
Nieczynna linia kolejowa nr 311 Harrachov – Szklarska Poręba. Pociągi na tej trasie ponownie ruszyły w 2010

W 1958 roku nastąpiła dość istotna korekta granicy między państwami (podpisana 13 czerwca 1958, zatwierdzona 27 stycznia 1959). Czechosłowacja otrzymała od Polski wieś Tkacze (obecnie Mýtiny – część Harrachova) i osadę Zieliniec, w zamian oddając południowy stok szczytu Kocierz koło Przełęczy Szklarskiej. Do roku 1958 pociągi Kolei Izerskiej z Jeleniej Góry kończyły bieg na stacji w Tkaczach, za którymi na moście na Izerze przebiegała granica z Czechosłowacją. Po zmianie granicy stacja kolejowa w Tkaczach, tunel oraz druga połowa wiaduktu stała się własnością ČSR, a ruch pociągów skrócono do stacji Szklarska Poręba Górna. Dopiero w 2010 powróciły pociągi do dawnej stacji Tkacze (dzisiaj Harrachov).
Z pozostałych zmian (było ich w sumie ponad 70) większość miała charakter kosmetyczny (wymiana dotyczyła głównie pól uprawnych i terenów dojazdowych do nich), z wyjątkiem trzech: Czechosłowacji przekazano polską wieś Krasów (czes. Krasov, niem. Schubertskrosse), która do wojen śląskich była częścią Vidnavy, a następnie oddzieliła ją granica; we wsi znajdowało się 17 obiektów, głównie gospodarskich, mały zakład rzemieślniczy i gospoda (większość mieszkańców przesiedlono, ale 6 rodzin wolało zostać w Czechosłowacji). Z kolei Polska otrzymała od południowego sąsiada wieś Skowronków (czes. Skřivankov), którą włączono do gminy Głuchołazy jako przysiółek, a także włączono grupę budynków na skraju wsi Hlinka do Krzyżkowic w powiecie prudnickim. Wyrównanie granicy na niekorzyść Polski nastąpiło m.in. w okolicy Prudnika, gdzie zlikwidowano pas ziemi wcinający się w terytorium Czech, z kolei w okolicy Zawidowa sytuacja była odwrotna. Obszar wymienionych terytoriów nie był równy – Czechosłowacja otrzymała 1205,90 ha, a Polska tylko 837,46 ha, a więc Czechosłowacja dostała o 368,44 ha (3,6844 km²) więcej. Polska cały czas stara się o wyrównanie tej różnicy i oczekuje na przekazanie ziem od obecnych Czech, pod uwagę brane są między innymi tereny w okolicach Vidnavy, ziemi jesenickiej oraz w tzw. cyplu frýdlanckim w okolicy miejscowości Frýdlant.
Wśród terenów uzyskanych od Czechosłowacji były niewielkie fragmenty ziemi osobłoskiej (czes. Osoblažsko), czyli ziemi w okolicach wsi Osoblaha. Należały one do morawskich enklaw na Śląsku, tak więc wskutek tej wymiany w granicach Polski znalazły się też skrawki wchodzące w skład historycznych Moraw (inne tereny morawskie znajdowały się już wcześniej wokół miasta Kietrz).

#### Korekta w 1976 roku
Na mocy umowy zawartej pomiędzy Polską Rzeczpospolitą Ludową a Czechosłowacką Republiką Socjalistyczną sporządzonej w Warszawie 21 marca 1975 roku, która weszła w życie 14 marca 1976 roku:
- Czechosłowacja odstąpiła Polsce 249 439 m² (0,25 km²) terytorium w rejonie miejscowości Lysá nad Dunajcom
- Polska odstąpiła Czechosłowacji 249 439 m² (0,25 km²) terytorium w rejonie miejscowości Wojkowa

### Przebieg granicy
Po korektach granica miała przebieg identyczny jak obecna granica polsko-czeska oraz polsko-słowacka przed korektą z roku 2005: od doliny Żytawy przez Pogórze Izerskie, Góry Izerskie, grzbietami Karkonoszy, w poprzek Gór Kruczych, Zaworów, grzbietem Gór Suchych, Góry Stołowych, Orlickich, wzdłuż Dzikiej Orlicy, Masyw Śnieżnika, Góry Bialskie, Góry Złote, Góry Opawskie, przecinając rzekę Odrę, dalej przez Cieszyn, Zwardoń, Pilsko, Babią Górę, głównym grzbietem Tatr, przez Pieniny, Przełęczą Tylicką, Dukielską i Łupkowską, do szczytu Krzemieniec.

### Przejścia graniczne
Lista przejść granicznych na granicy polsko-czechosłowackiej w dniu 6 sierpnia 1975 r., na podstawie zarządzenia ministra SW w sprawie przejść granicznych
| #  | Nazwa                                                                                   | Miejscowość     | Rodzaj przejścia | Rodzaj ruchu                                                   |
| -- | --------------------------------------------------------------------------------------- | --------------- | ---------------- | -------------------------------------------------------------- |
| 1  | Boboszów-Dolní Lipka                                                                    | Boboszów        | drogowe          | osobowy (tylko dla obywateli krajów socjalistycznych)          |
| 2  | Barwinek-Vyšný Komárnik                                                                 | Barwinek        | drogowe          | osobowy, towarowy                                              |
| 3  | Chałupki-Bogumin (kolejowe) Chałupki-Bogumin (drogowe)                                  | Chałupki        | kolejowe drogowe | towarowy osobowy, towarowy                                     |
| 4  | Chochołów-Suchá Hora                                                                    | Chochołów       | drogowe          | osobowy (tylko dla obywateli krajów socjalistycznych)          |
| 5  | Chyżne-Trstená                                                                          | Chyżne          | drogowe          | osobowy, towarowy                                              |
| 6  | Cieszyn-Český Těšín (kolejowe) Cieszyn-Český Těšín (drogowe) Cieszyn-Chotěbuz (drogowe) | Cieszyn         | kolejowe drogowe | towarowy osobowy, towarowy                                     |
| 7  | Głuchołazy-Mikulovice (kolejowe) Głuchołazy-Mikulovice (drogowe)                        | Głuchołazy      | kolejowe drogowe | towarowy osobowy (tylko dla obywateli krajów socjalistycznych) |
| 8  | Jakuszyce-Harrachov                                                                     | Jakuszyce       | drogowe          | osobowy, towarowy                                              |
| 9  | Kudowa Słone-Náchod                                                                     | Kudowa-Zdrój    | drogowe          | osobowy, towarowy                                              |
| 10 | Lubawka-Kralovec (kolejowe) Lubawka-Kralovec (drogowe)                                  | Lubawka         | kolejowe drogowe | towarowy osobowy (tylko dla obywateli krajów socjalistycznych) |
| 11 | Łupków-Palota                                                                           | Łupków          | kolejowe         | towarowy                                                       |
| 12 | Łysa Polana-Tatranská Javorina                                                          | Łysa Polana     | drogowe          | osobowy, towarowy                                              |
| 13 | Mieroszów-Meziměstí                                                                     | Mieroszów       | kolejowe         | towarowy                                                       |
| 14 | Muszyna-Plaveč                                                                          | Muszyna         | kolejowe         | osobowy, towarowy                                              |
| 15 | Międzylesie-Lichkov                                                                     | Międzylesie     | kolejowe         | osobowy, towarowy                                              |
| 16 | Niedzica-Lysá nad Dunajcom                                                              | Niedzica        | drogowe          | osobowy (tylko dla obywateli PRL i CSRS)                       |
| 17 | Piwniczna-Mnišek nad Popradom                                                           | Piwniczna-Zdrój | drogowe          | osobowy                                                        |
| 18 | Przełęcz Okraj-Pomezní Boudy                                                            | Przełęcz Okraj  | drogowe          | osobowy (tylko dla obywateli krajów socjalistycznych)          |
| 19 | Pietrowice-Krnov                                                                        | Pietrowice      | drogowe          | osobowy (tylko dla obywateli krajów socjalistycznych)          |
| 20 | Zawidów-Habartice                                                                       | Zawidów         | kolejowe drogowe | towarowy osobowy (tylko dla obywateli krajów socjalistycznych) |
| 21 | Zebrzydowice-Petrovice u Karviné                                                        | Zebrzydowice    | kolejowe         | osobowy, towarowy                                              |